# Калантай Сергій Гаврилович

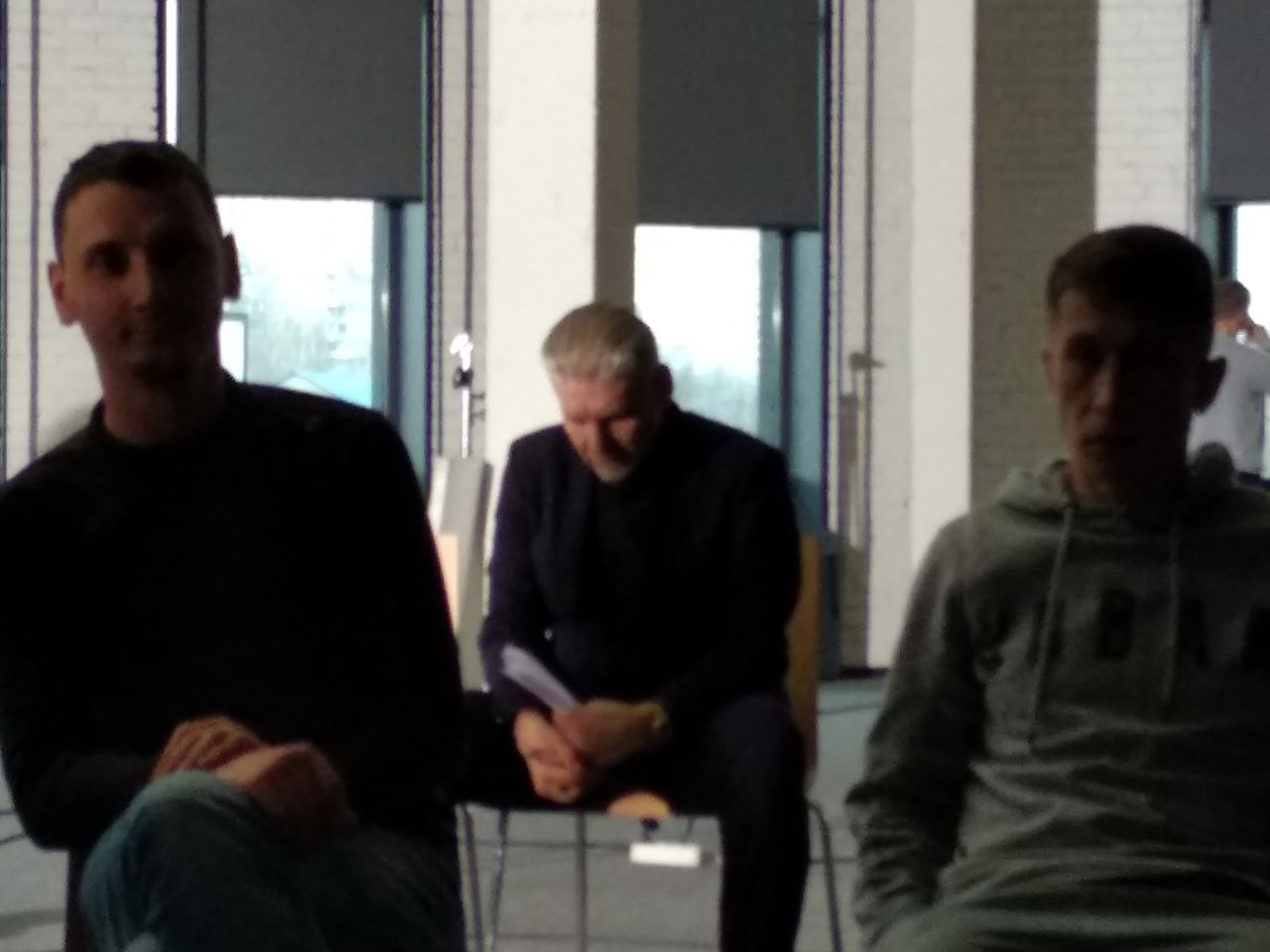

Сергій Гаврилович Калантай (нім. Serhii Kalantay; нар. 31 травня 1964, Київ, УРСР, СРСР) — український і німецький актор театру і кіно. Член Національної спілки кінематографістів України. Народний артист України (2024).

## Життєпис
Народився 31 травня 1964 року в Києві.
У 1985 році закінчив Київський театральний інститут імені Карпенка-Карого (курс професорки нар. арт. України В. І. Зимньої). Протягом 1985—1992 років працював у Київському театрі на Подолі.
З 1996 року співпрацював з мюнхенськими театрами «Fisch&Plastik» та «Viel Lärm um Nichts» (Німеччина).
З 1998 року викладав акторську майстерність у приватній театральній школі «Athanor Akademie» (м. Бурггаузен) і «Otto Falkenberg schule» (м. Мюнхен).
У 2003 році закінчив Вищу німецьку акторську школу DSA (м. Мюнхен) за спеціальністю «медіа-режисер і актор TV та радіо».
З 2008 року — актор мюнхенського театру «Fisch&Plastik».
З 2016 року актор Національного академічного драматичного театру ім. Івана Франка.
З 2020 року викладає в Київському національному університеті театру, кіно і телебачення ім. І. К. Карпенко-Карого. З 2022 року Керівник і Майстер кіноакторського курсу МАК (майстерність актора кіно).
Із 2023 року є членом Правління Національної Спілки Кінематографістів України.
Мешкає в Києві та Мюнхені.

## Кінокар'єра
У кінематографі дебютував у 1982 році, зігравши роль в українській радянській картині-стрічці художнього характеру «Ще до війни».
Протягом 2000-х років знявся у понад 20 фільмах і телепрограмах в Австрії, Швейцарії, Німеччині, Польщі.
Починаючи з 2007 року, активно запрошується в українські, російські та білоруські художні кінострічки. У його доробку вже понад 100 ролей.

### Фільмографія
- 2008 — «Геній порожнього місця»
- 2008 — «Катарсис»
- 2008 — «Відлига»
- 2008 — «Рідні люди»
- 2009 — «Вагома підстава для вбивства»
- 2009 — «Йохан та Марія»
- 2009 — «Пастка»
- 2009 — «Мелодія для шарманки»
- 2009 — «Прощення»
- 2009 — «Зовсім інше життя»
- 2010 — «Мільйон до неба»
- 2010 — «Сусіди»
- 2010 — «Врятуй і збережи»
- 2011 — «Балада про бомбера»
- 2011 — «Доставити за будь-яку ціну»
- 2011 — «Небесні родичі»
- 2011 — «Чемпіони з підворіття»
- 2012 — «Жіночий лікар»
- 2012 — «Історії графомана»
- 2012 — «Кохаю, тому що кохаю»
- 2012 — «Мама мимоволі»
- 2012 — «Мама, я льотчика люблю»
- 2012 — «Мріяти не шкідливо»
- 2012 — «Одеса-мама»
- 2013 — «Разом назавжди»
- 2013 — «Жіночий лікар-2»
- 2013 — «Кохання з випробувальним терміном»
- 2013 — «Звичайна справа»
- 2013 — «Пізнє каяття»
- 2014 — «Братні узи»
- 2014 — «Київський торт»
- 2014 — «Лабіринти долі»
- 2014 — «Пограбування по-жіночому»
- 2014 — «Швидка допомога»
- 2014 — «Трубач»
- 2014 — «Я буду чекати тебе завжди»
- 2015 — «Відьма»
- 2015 — «Гетьман»
- 2015 — «Ніконов і Ко»
- 2015 — «Відділ 44»
- 2015 — «Офіцерські дружини»
- 2017 — «Курка»
- 2019 — «Таємниці» — Іван Федорович Грищук (головна роль)
- 2019 — «Звонар»
- 2019 — «Замок на піску» — Борис Павлович
- 2019 — «Кровна помста» — Павло
- 2019 — «На твоєму боці» — Михайло
- 2019 — «На твоєму боці-2» — Михайло Володенко
- 2019 — «Легіони» («Legiony») — майор Орлов (major Orłow)
- 2019 — Сторонній/Stranger — Зезуля
- 2020 — «Спадщина брехні» — Селенко
- 2020 — Операція «Дезертир» — полковник Шульц
- 2020 — «Два серця» — Іван Петрович
- 2020 — «Будинок під парою орлів» («Dom pod Dwoma Orłami») — командир транспорту (Dowódca Transportu)
- 2021 — «Різниця у віці» — італійський дизайнер
- 2021 — «Шалені бджолярі» — дід
- 2021 — «Крок назустріч» — батько
- 2021 — «Джек і Лондон» — голова фірми
- 2021 — «Божевільні» — Лікар
- 2021 — «Мертві лілії» — Аркадій Львович
- 2023 — «7 Бажань»
- 2023 — «Солдатик» — лікар
- 2023 — «Недоконаний час» («Czas niedokonany») — Ільченко (Ilczenko)
- 2024 — «Обіцянка Богу » — Олександр Войтенко
- 2024 — «Камінь, ножиці, папір» — Богдан, хірург
- 2024 — «Дай мені крила» — Войтенко
- 2024 — «Примарна спадщина» — батько Олі

## Визнання та нагороди

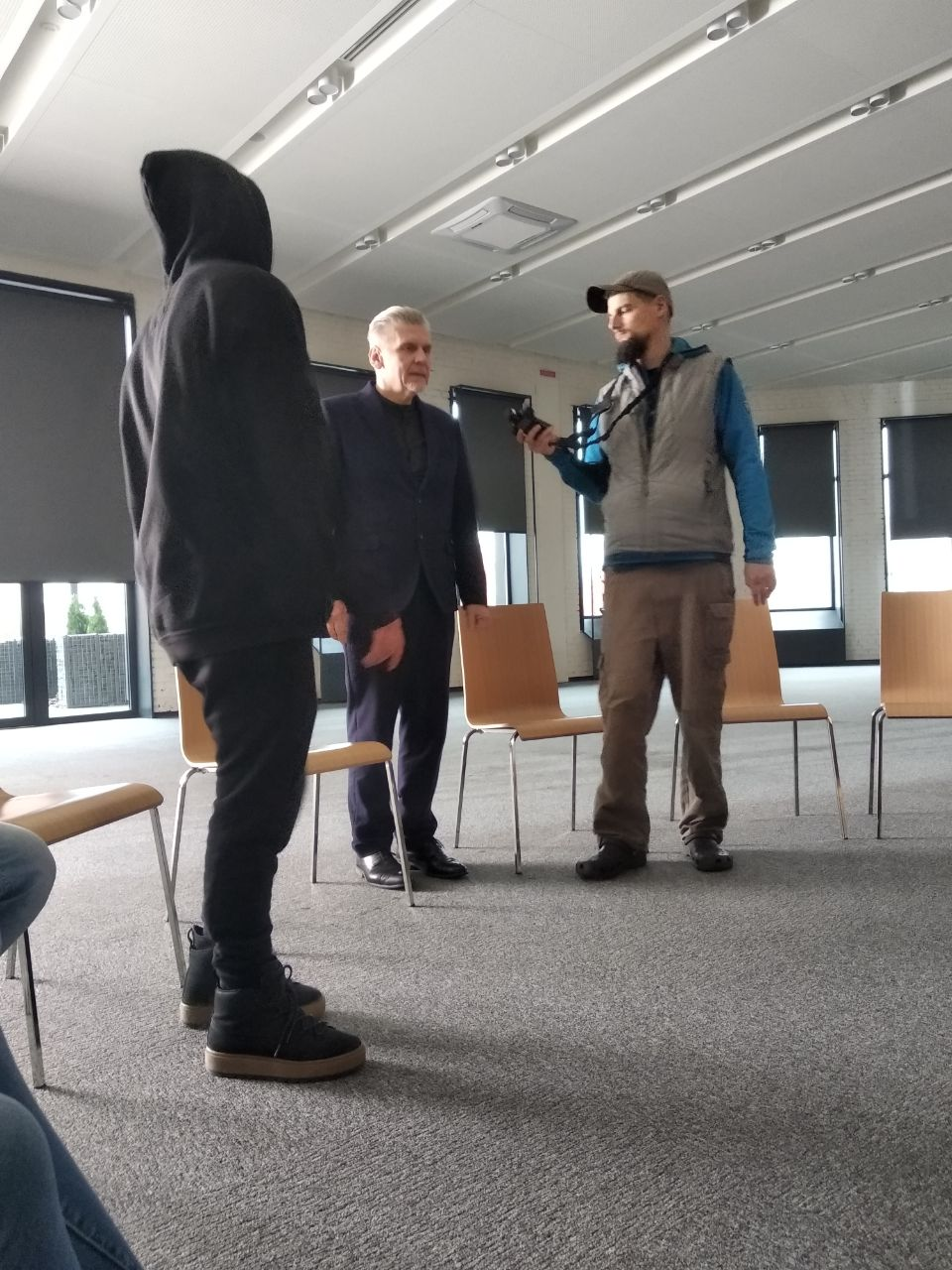

- Премія за кращу акторську роботу на театральному фестивалі «Золотий Лев» (1991, Львів, вистава «Вертеп»).
- Перша премія на республіканському конкурсі артистів естради в Ужгороді в 1989 році. Дует «Лис Микита» разом з Анатолієм Гнатюком.